# Куандыков, Балтабек Муханович
Балтабек Муханович Куандыков (каз. Балтабек Мұқанұлы Қуандықов; 21 августа 1948, с. Макат, Атырауская область, Казахская ССР — 7 июня 2025, Алматы, Республика Казахстан) — советский и казахстанский геолог и минералог, доктор геолого-минералогических наук,. Заслуженный работник промышленности Республики Казахстан. Лауреат Государственной премии РК в области науки и техники им. Аль-Фараби. Член-корреспондент Международной экономической академии «Евразия». Американской ассоциации геологов и нефтяников.

## Биография
Родился 21 августа 1948 года в селе Макат Макатского района Атырауской области. Происходит из рода Есентемир Көн Младшего жуза.
В 1971 году окончил Казахский политехнический институт им. Ленина по специальности инженер-геолог.
В разные годы занимал следующие должности:
- инженер-геолог Биикжальской НРЭ сверхглубокого бурения (1971—1975)
- инструктор Эмбинского райкома КП Казахстана (1975—1977)
- секретарь Атырауского обкома ЛКСМ Казахстана (1977—1979)
- заместитель начальника геологического отдела управления «Казнефтегазразведка» (1979—1982)
- начальник геологического отдела ПО «Атыраунефте-газгеология» (1982—1986), главный геолог этого же объединения (1986—1991).
- начальник управления, заместитель Министра геологии и охраны недр РК (1991—1993)

В 1993—1997 годах — президент Государственной компании «Казахстанкаспийшельф» и одновременно вице-президент ННК «Казахойл» (1995—1997).
С 1997 г. — президент ЗАО «Казахойл».
С 1998 г. — главный консультант центрального офиса компании «Шеврон Оверсиз Петролеум» (Калифорния, США).
С 2001 г. — президент компании «Нельсон Ресорсиз Лимитед».
С 2006 г. — президент компании «Меридиан Петролеум».
Участвовал в открытии ряда нефтегазовых месторождений в Казахстане, включая Карачаганак, Кенбай, Имашев, Жанажол, Алибекмола, Арман.

## Научные, литературные труды
Автор 10 монографий и более 80 научных статей.
Справочник «Нефтегазовые месторождения Казахстана», двухтомный атлас месторождений, прогнозные нефтегазовые карты Республики Казахстан, «Атлас палеонтологических отходов в отложениях Каспийского бассейна» и глоссарий терминов нефтегазовой геологии.

## Награды и звания
- Заслуженный работник промышленности Республики Казахстан, 1991
- Доктор геолого-минералогических наук, 1999
- Орден «Құрмет», 1997
- Член-корреспондент МЭА «Евразия», Американской ассоциации геологов-нефтяников, действительный член МАМР, 2006
- Лауреат Государственной премии РК в области науки и техники им. Аль-Фараби, 2015
- Орден «Парасат»